# Christopher Legh
Christopher Legh (Melbourne, 18 de noviembre de 1972) es un deportista australiano que compitió en triatlón. Ganó una medalla de bronce en el Campeonato Mundial de Triatlón Campo a Través de 2012.

## Palmarés internacional
| Campeonato Mundial | Campeonato Mundial      | Campeonato Mundial | Campeonato Mundial |
| Año                | Lugar                   | Medalla            | Prueba             |
| ------------------ | ----------------------- | ------------------ | ------------------ |
| 2012               | Pelham (Estados Unidos) | Medalla de bronce  | Individual         |